# Lonchaea nitens
Lonchaea nitens är en tvåvingeart som först beskrevs av Jacques-Marie-Frangile Bigot 1885.  Lonchaea nitens ingår i släktet Lonchaea och familjen stjärtflugor. Arten är reproducerande i Sverige. Inga underarter finns listade i Catalogue of Life.